# Medenine
Medenine  (în arabă مدنين ) este un oraș  în  Tunisia. Este reședinta  guvernoratului Medenine.